# العلاقات السودانية الزيمبابوية
العلاقات السودانية الزيمبابوية هي العلاقات الثنائية التي تجمع بين السودان وزيمبابوي.

## مقارنة بين البلدين
هذه مقارنة عامة ومرجعية للدولتين:
| وجه المقارنة                                              | السودان                     | زيمبابوي |
| --------------------------------------------------------- | --------------------------- | --- |
| المساحة (كم2)                                             | 1.89 مليون                  | 390.76 ألف |
| عدد السكان (نسمة)                                         | 40.53 مليون                 | 16.53 مليون |
| الكثافة السكانية (ن./كم²)                                 | 21.44                       | 42.3 |
| العاصمة                                                   | الخرطوم                     | هراري |
| اللغة الرسمية                                             | اللغة العربية، لغة إنجليزية | لغة إنجليزية، اللغة الشونا، النديبيلية الشمالية ‏، لغة الشيشيوا، Barwe ‏، Kalanga language ‏، Tshwa language ‏، النداو ‏، اللغة التسونجا، لغة الإشارة الزيمبابوية ‏، اللغة السوتية، تونغا ‏، اللغة التسوانية، اللغة الفيندية، اللغة الكوسية |
| العملة                                                    | جنيه سوداني                 | دولار أمريكي |
| الناتج المحلي الإجمالي (بليون دولار)                      | 117.49 مليار                | 17.85 مليار |
| الناتج المحلي الإجمالي (تعادل القوة الشرائية) بليون دولار | 176.55 مليار                | 27.88 مليار |
| الناتج المحلي الإجمالي الاسمي للفرد دولار أمريكي          | 2.41 ألف                    | 924 |
| الناتج المحلي الإجمالي للفرد دولار أمريكي                 | 4.07 ألف                    | 1.79 ألف |
| مؤشر التنمية البشرية                                      | 0.479                       | 0.509 |
| رمز المكالمات الدولي                                      | +249                        | +263 |
| رمز الإنترنت                                              | سودان                       | .zw |
| المنطقة الزمنية                                           | ت ع م+03:00، ت ع م+02:00    | ت ع م+02:00 |

## منظمات دولية مشتركة
يشترك البلدان في عضوية مجموعة من المنظمات الدولية، منها:
| علم المنظمة | اسم المنظمة                                 | تاريخ انضمام السودان | تاريخ انضمام زيمبابوي |
| ----------- | ------------------------------------------- | -------------------- | --------------------- |
|             | مجموعة دول أفريقيا والكاريبي والمحيط الهادئ | ?                    | ?                     |
|             | مؤسسة التنمية الدولية                       | 24 سبتمبر 1960       | 29 سبتمبر 1980        |
|             | الأمم المتحدة                               | 12 نوفمبر 1956       | 25 أغسطس 1980         |
|             | الاتحاد الأفريقي                            | ?                    | ?                     |
|             | منظمة الشرطة الجنائية الدولية               | ?                    | ?                     |
|             | المركز الدولي لتسوية المنازعات الاستشارية   | 9 مايو 1973          | 19 يونيو 1994         |
|             | الاتحاد الدولي للاتصالات                    | 23 أكتوبر 1957       | 10 فبراير 1981        |
|             | الفريق المعني برصد الأرض                    | ?                    | ?                     |
|             | البنك الدولي للإنشاء والتعمير               | 5 سبتمبر 1957        | 29 سبتمبر 1980        |
|             | الاتحاد البريدي العالمي                     | ?                    | ?                     |
|             | منظمة حظر الأسلحة الكيميائية                | ?                    | ?                     |
|             | مؤسسة التمويل الدولية                       | 21 أكتوبر 1960       | 29 سبتمبر 1980        |
|             | البنك الإفريقي للتنمية                      | ?                    | ?                     |
|             | وكالة ضمان الاستثمار متعدد الأطراف          | 7 نوفمبر 1991        | 10 أبريل 1992         |
|             | يونسكو                                      | 26 نوفمبر 1956       | 22 سبتمبر 1980        |

## وصلات خارجية
- موقع وزارة الخارجية السودانية
- موقع وزارة الخارجية الزيمبابوية